# Setra S215HR
Setra S215HR – autobus międzymiastowy, produkowany przez firmę Kässbohrer.

## Historia
S215HR to jednoczłonowy autobus turystyczny, wyposażony w dwoje jednoskrzydłowych drzwi.
W Niemczech miasta borykały się z brakami taborowymi i w związku z tym niezbędne było opracowanie autobusu o prostej konstrukcji i łatwym montażu. Postanowiono więc wybrać serię 200, opracowanego na potrzeby NRD.
Kolejną wersją była seria Setra S315.